# うそつきパラドクス
『うそつきパラドクス』は、きづきあきら+サトウナンキによる日本の漫画。『ヤングアニマル』（白泉社）にて2009年8号から2012年8号まで連載された。『ヤングアニマルあいらんど』の読み切り「時間外手当」の続編に相当する。
実写映画化され、2013年9月7日に公開された。
本作の主人公たちの後輩社員を主人公とした続編『バター猫のパラドクス』が、同じく『ヤングアニマル』で引き続いて2012年19号から2014年5号まで連載された。また、本作の主人公たちによる続編『うそつきパラドクス －社内風紀のみだしかた－』が、白泉社の電子雑誌『ハレム』にて2018年から2020年まで連載された。

## ストーリー
八日堂は、同僚の栖佑に片思いする会社員。ある夜、栖佑にパソコンのトラブル解決を頼まれた八日堂は、一緒に残業をしていた。その最中に妙な雰囲気になった2人は、浮気の寸前まで進んでしまう。遠距離恋愛中の彼氏を気にかける栖佑に、八日堂は「最後まではしない」ことを条件として、互いの寂しさを埋める「代用品」としての交際を始める。関係を続けるうち、ふとしかきっかけで栖佑の友人である大栄に2人の関係がばれてしまうが、大栄は2人の関係に口を出すことはせず、八日堂に栖佑が彼氏とけんかしていることを告げて応援する。大栄の言葉に混乱していく八日堂は、思わず大栄から聞いたことを栖佑に尋ねてしまうが、栖佑は「彼とは上手く言っている、プロポーズされた」と告げる。八日堂の異変を嗅ぎ取った丸悦は八日堂を問い詰め、自暴自棄になって全てを暴露した八日堂に想いを告げつつ後押しをする。栖佑は八日堂に関係を終わらせることを告げ、八日堂は最後に週末を一緒に過ごして全てを忘れることを提案する。だが、八日堂の想いはさらに膨れ上がり、最後の日に告白するも栖佑は冷徹に拒絶する。
八日堂の元を去った栖佑は、その足で恋人である大桑の元へ向かう。大桑は栖佑を許すと言い、自分たちの関係を回想する。大学時代、大桑の幼馴染である猪狩の紹介で出会った2人は、ふとしたきっかけから付き合うようになったが、付き合い始めて1年後、大桑は名古屋の会社の就職内定をやっとのことで取り、猪狩に栖佑のことを任せる。ところが大桑は、昔から彼のことが好きだったと猪狩から告げられ、同情して浮気してしまう。猪狩との関係は1回きりと思っていた大桑だったが、栖佑に内緒のまま、空白期間はありつつも関係を続けていく。3年後、猪狩との関係を清算した大桑は、会社の先輩から諭されたことで栖佑との結婚を決めるが、今度は栖佑が八日堂と関係を持つようになり、すれ違いが始まる。ようやく栖佑にプロポーズする席を持った大桑であったが、栖佑は大桑と猪狩の関係に気付いており、別れ話を切り出す。栖佑が八日堂との最後の週末を過ごしている間、大桑は自分が栖佑に味わわせてきたことを痛感し、栖佑への想いを新たにし、栖佑と会う。
大桑は栖佑のことを諦めず、何度もアタックを続ける一方、八日堂は栖佑に振られたことで意気消沈し、丸悦と付き合い始める。栖佑が大学時代の友人の結婚式に来ないことで、浮気がばれたのを知った猪狩は、栖佑とくっつけるため大桑にアドバイスを行い、かたくなな栖佑に取り入らせていく。丸悦は偶然、栖佑が彼氏と別れていることを知り、八日堂もいまだに栖佑を忘れられないでいたことから、八日堂の背中を押して別れる。八日堂は栖佑の元へ向かうが、栖佑が大桑のプロポーズを受け入れる場面に遭遇してしまう。それでも諦めない八日堂は、栖佑が企画担当する仕事で発生したトラブルを解決したことで栖佑との仲を修復、そのまま駆け落ちと言って温泉へ向かう。しかし、栖佑が逃げることを望んでいないのに気付いた八日堂は、大桑との対決を決意する。
対立する八日堂と大桑であったが、栖佑は2人と別れて全てを終わらせると言い出す。しかしそれに納得しない大桑は、八日堂と栖佑を共有し、3人で生活することを提案する。困惑しながらも3人での生活が始まり、八日堂は2人のそれまで知らなかった面を知っていく。この関係のままで良いと思い始める八日堂だったが、大桑が栖佑との結婚話を進めているのを知り、自分と大桑は平等ではないことに気付く。八日堂の前に猪狩が現れ、栖佑と別れるよう説得する。八日堂は拒否するが、栖佑が本当に望むことを考えるようになり、大栄たちに話を聞いて一つの結論に達する。栖佑が自分の罪を償うため、自らの幸せを諦めて共有関係を受け入れていたことに気付いた八日堂は、2人を冬の海に誘い、わざと辛辣な態度を取って身を引く。帰りの電車の中で大桑は再度プロポーズするも、栖佑にはっきりと別れを告げられ、八日堂が身を引いた時点で負けており自分ではもう栖佑を笑顔にさせることは出来ない、と悟って別れ話を受け入れる。
大桑は八日堂の背中を押そうとするが、八日堂は一度も栖佑と話をすることなく2年が経過する。八日堂が新入社員の大和田若芽に誘われてデートをした翌日、栖佑が八日堂の元を訪れ、2人は互いの想いを告白し、付き合い始める。

## 登場人物
全ての登場人物の苗字または愛称は、スーパーマーケットや百貨店から取られている。
八日堂 俊介（ようかどう しゅんすけ）
主人公。栖佑の同僚。彼氏の“代用品”として栖佑と関係を始める。当初はあくまでも代用品として振舞っていたが、元々栖佑に思いを寄せていたことから、徐々にスイッチが入っていく。
入社式で見かけた栖佑に一目惚れしていた。好きな子には意地悪したくなる子供っぽいところがあり、栖佑にも無関心を装っていた。
苗字の元ネタはイトーヨーカドー。続編『バター猫のパラドクス』にも登場し、兼末に自らの経験からアドバイスを送っている。
栖佑 日菜子（せいゆう ひなこ）
八日堂の同僚。小柄だが胸は大きい。名古屋に彼氏がいるが、遠距離恋愛に不安を感じている。最近欲求不満気味で、罪悪感を持ちながらも八日堂との関係を続ける。本人は自覚がないが、その言動が徐々に八日堂との関係を抜き差しならぬものにしていく。
女子高出身で、大学で大桑と付き合うまでは男嫌いだった。大桑のことも当初は苦手だったが押しに弱い性格のため、何度もアタックする大桑に根負けして付き合い始めた。入社してすぐのお花見の際に八日堂と出会って一目惚れしたのが栖佑が男性を初めて好きになった時であると大桑は述懐している。
苗字の元ネタは西友。『バター猫のパラドクス』にも登場し、交際は順調な模様。
丸悦 実生（まるえつ みお）
八日堂・栖佑の同僚。クールで仕事が出来る女で、恋愛にはさほど興味がない。栖佑の情報を探るために八日堂が接触したことから、彼に惹かれ始める。
苗字の元ネタはマルエツ。
大栄 知代（だいえい ともよ）
八日堂・栖佑の同僚。栖佑の携帯を見たことから彼女と八日堂の関係を知る。八日堂には協力的。
苗字の元ネタはダイエー。
井瀬 愛美（いせ まなみ）
八日堂・栖佑の同僚。愛称は「井瀬タン」。恋人とは長続きがしないという。
愛称の元ネタは伊勢丹。
松矢（まつや）
八日堂・栖佑の同僚。栖佑を狙っているが、八日堂が密かに妨害しているためうまくいかない。
様々な女性に手を出していたが、『バター猫のパラドクス』の番外編で上司に知られ、北海道の子会社に出向させられた。
苗字の元ネタは松屋。
大桑 和樹（おおくわ かずき）
栖佑の交際相手。名古屋に住んでいるので八日堂には“名古屋”と呼ばれていた。猪狩と浮気をしていた。
苗字の元ネタはオークワ。
猪狩 舞（いかり まい）
栖佑の高校時代からの友人で大桑の幼馴染。栖佑と大桑を出会わせ、大桑と浮気をした張本人。
苗字の元ネタはいかりスーパーマーケット。

### バター猫のパラドクスの主要人物
大和田 若芽（おおわだ わかめ）
八日堂の後輩の新入社員。続編『バター猫のパラドクス』の主人公。
恋愛未経験で処女であることにコンプレックスを持っており、初めては結婚する人としたいと決めている。
健次郎に憧れていたが、いきなり拒絶されたためアリと健次郎の仲を取り持とうとする。
兼末 健次郎（かねすえ けんじろう）
『バター猫のパラドクス』のもう一人の主人公。若芽の同僚のイケメン。
何度か女性から告白されて付き合うも、奥手な性格がわざわいして一方的に振られてしまい、原因を理解できなかったため女性不信に陥っている。
若芽に惹かれていくが、一方で坂上の嘘を信じて、若芽に弄ばれていると勘違いする。
鶴屋 アリ（つるや あり）
若芽の同僚で友人。同じく恋愛未経験で、どちらが先に彼氏を作るか競争を持ちかける。
坂上（さかがみ）
八日堂の同僚で若芽の先輩。若芽に迫るが、拒絶され突き飛ばされて脚にヒビを入れてしまう。
それでも若芽を諦めておらず、牽制するため兼末に若芽の悪い噂を吹き込んで、2人がすれ違う原因を作る。

## 書誌情報
- きづきあきら+サトウナンキ 『うそつきパラドクス』 白泉社〈ジェッツコミックス〉、全10巻
  1. 2009年9月29日発売、ISBN 978-4-592-14574-5
  2. 2010年1月28日発売、ISBN 978-4-592-14575-2
  3. 2010年5月28日発売、ISBN 978-4-592-14576-9
  4. 2010年9月29日発売、ISBN 978-4-592-14577-6
  5. 2010年12月24日発売、ISBN 978-4-592-14578-3
  6. 2011年5月27日発売、ISBN 978-4-592-14579-0
  7. 2011年9月29日発売、ISBN 978-4-592-14580-6
  8. 2012年2月29日発売、ISBN 978-4-592-14871-5
  9. 2012年6月29日発売、ISBN 978-4-592-14872-2
  10. 2012年6月29日発売、ISBN 978-4-592-14873-9
副題「時間外手当」。番外編を収録。

- きづきあきら+サトウナンキ 『バター猫のパラドクス』 白泉社〈ジェッツコミックス〉、全4巻
  1. 2013年4月26日発売、ISBN 978-4-592-14031-3
  2. 2013年8月29日発売、ISBN 978-4-592-14032-0
  3. 2013年12月27日発売、ISBN 978-4-592-14033-7
  4. 2014年4月28日発売、ISBN 978-4-592-14034-4

- きづきあきら+サトウナンキ 『うそつきパラドクス －社内風紀のみだしかた－』 白泉社〈ヤングアニマルコミックス〉、全4巻
  1. 2019年7月29日発売、ISBN 978-4-592-16361-9
  2. 2019年11月29日発売、ISBN 978-4-592-16362-6
  3. 2020年7月29日発売、ISBN 978-4-592-16363-3
  4. 2021年2月26日発売、ISBN 978-4-592-16364-0

## 映画

### キャスト
- 栖佑日菜子 - 本山なみ
- 八日堂俊介 - 真山明大
- 丸悦実生 - 戸田れい
- 大栄知代 - 青野未来
- 大和田若芽 - 階戸瑠李
- 松矢 - ジェントル